# Historia Mysłowic

Obecny Herb Mysłowic

Historia Mysłowic – historia miasta Mysłowice na Górnym Śląsku. 

## Powstanie i rozwój miasta

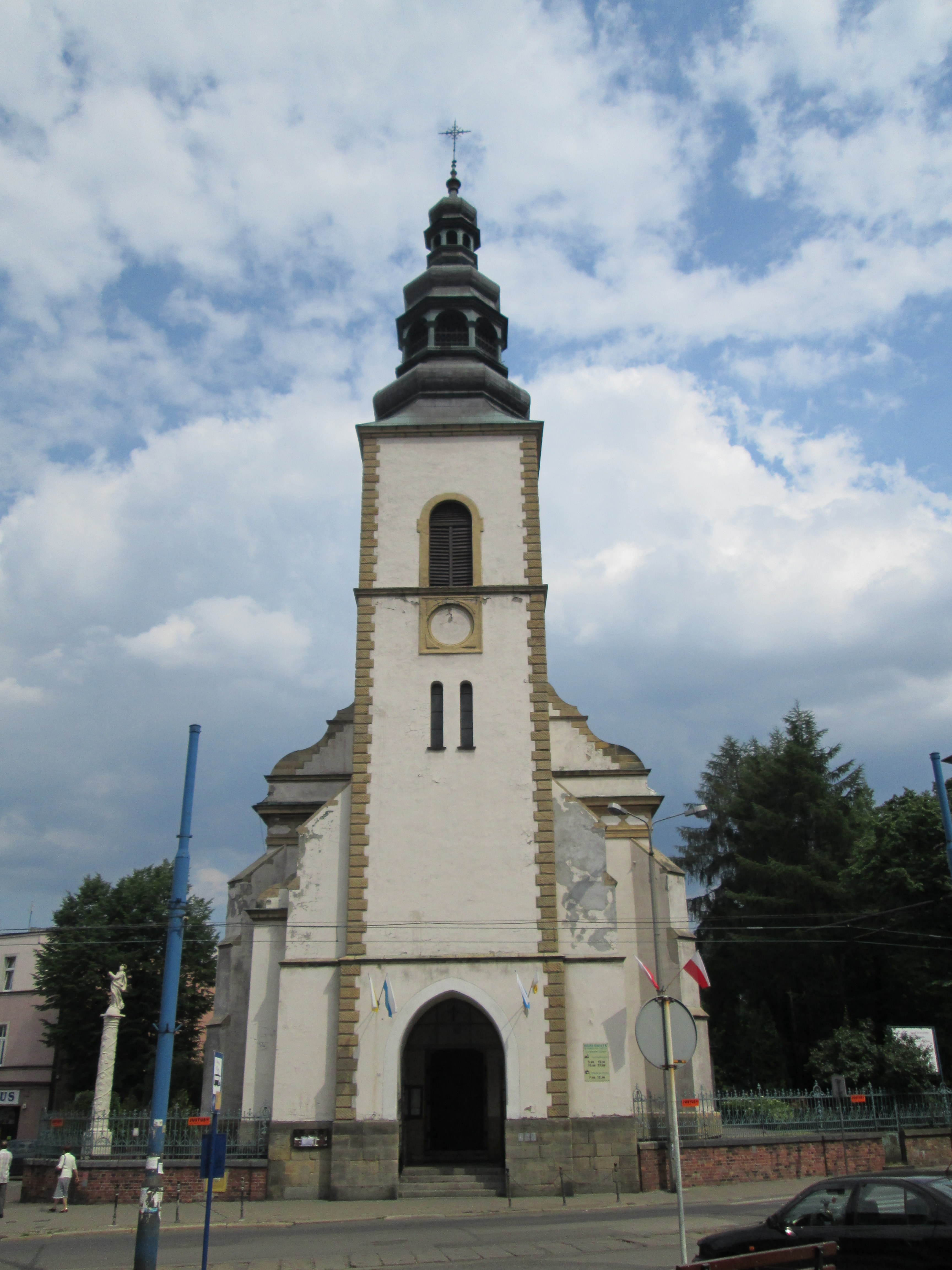
Budynek kościoła katolickiego pw. Narodzenia Najświętszej Maryi Panny

Zachowane materiały źródłowe nie pozwalają na dokładne ustalenie kiedy Mysłowicom nadano prawa miejskie. Przypuszczalnie na terenie obecnego śródmieścia Mysłowic już w XII/XIII wieku istniała osada rolniczo-rybacka. Miasto powstało na przełomie XIII i XIV w. Lokacja Mysłowic jako miasta na prawie niemieckim miała miejsce pomiędzy 1260 a 1306 r. Według L. Musioła miała ona miejsce w latach 1260-1280; natomiast innego zdania jest R. Garbiec wskazując na lata 1300-1306.
Najstarszy dokument wymieniający nazwę Mysłowice, w związku z miejscowym plebanem Hunoldem, pochodzi z 1308 roku. Z kolei z 15 grudnia 1360 roku pochodzi  dokument wystawiony przez księcia opawsko-raciborskiego Mikołaja II, wymieniający expressis verbis miasto Mysłowice, jako posiadające już od dawna przywileje prawa niemieckiego. Wytyczono tu również granice ziemi mysłowickiej, której centralnym ośrodkiem było samo miasto, wówczas już będące własnością prywatną. Najstarszym wciąż istniejącym miejscem kultu w mieście jest kościół pw. Świętego Krzyża, który powstał na początku XIV wieku- pierwotnie drewniany, po spaleniu został odbudowany ok. 1810 roku.
W związku z rozbudową miasta w XIV wieku wzniesiono także kościół pw. Narodzenia NMP. 
Pochodzenie nazwy miejscowości nie jest jednoznaczne i równolegle funkcjonuje na ten temat kilka teorii. Nazwa miejscowa Mysłowice pochodzi od starosłowiańskiego imienia Mysław, Mysł lub Miłosław. Końcówka „ice” lub jej staropolska starsza wersja („icze”) charakterystyczna jest dla słowiańskich nazw patronimicznych wywodzących się od osad rodowych. Oznacza ona potomków założyciela lub właściciela miasta, czyli „Mysłowiczów”. Domniemany założyciel miejscowości rycerz Mysław miał, wedle jednej z wersji, stanowić wzór dla wizerunku męskiej głowy z herbu Mysłowic.

### Zagadnienia dotyczące herbu miasta
Kronikarz Mysłowic, Jakob Lustig, w swej Historii miasta Mysłowice na Górnym Śląsku mówi, że herbem miasta jest głowa św. Jana Chrzciciela, zaś o pochodzeniu herbu nic nie wiadomo. Twierdzą tak również XIX-wieczni heraldycy i kronikarze, którzy zajmowali się dziejami miasta. Nie natrafiono bowiem dotychczas na żaden dokument, który pozwoliłby jednoznacznie stwierdzić, że głowa z mysłowickiego herbu to św. Jan Chrzciciel. Znane do tej pory odciski pieczęci mysłowickich, w tym i najstarsze z pierwszej połowy XVI w., ukazują głowę starszego mężczyzny z pełnym zarostem, jednak bez misy, towarzyszącej zazwyczaj – chociaż nie zawsze – temu świętemu. Brak tego charakterystycznego dla św. Jana Chrzciciela atrybutu na pieczęciach miejskich jest dla niektórych historyków okazją do podważenia opisu herbu Mysłowic. Nie istnieją już bowiem najstarsze dokumenty miejskie, sprzed 1587 r., na podstawie których można by wnioskować o pochodzeniu herbu miasta, gdyż 11 października 1587 r. miasto zostało całkowicie spalone, a w pożarze przepadło archiwum miejskie.
Według heraldyków w miastach zakładanych w pierwszych wiekach istnienia chrześcijaństwa w Polsce, w miejscach nie zasiedlonych do herbu miejskiego przyjmowano herb pana (właściciela) gruntów. Czasem był on uzupełniany atrybutem władzy samorządowej lub świętego, będącego patronem istniejącego już wcześniej na danym terenie kościoła parafialnego, a w przypadku miejscowości zależnych od instytucji lub władz kościelnych – świętych, będących również patronami tychże instytucji lub władz. Wiadomo, że Mysłowice nie zostały założone przez żadną instytucję lub władzę kościelną. Wiele wskazuje więc na to, że głowa św. Jana Chrzciciela znalazła się w herbie miejskim za sprawą najstarszego kościoła w Mysłowicach – obecnie pw. Narodzenia NMP – który był pierwszym kościołem parafialnym w okolicy, wzniesionym przed założeniem miasta i nosił wówczas najprawdopodobniej imię św. Jana Chrzciciela. Jest więc prawdopodobne, że patron kościoła znalazł się również w herbie założonego później miasta. Zmiana patrona kościoła mogła nastąpić w okresie późniejszym, co nie było w tamtych czasach rzeczą rzadką. Potwierdzają to udokumentowane przypadki nawet z najbliższej okolicy.

## Nowożytność

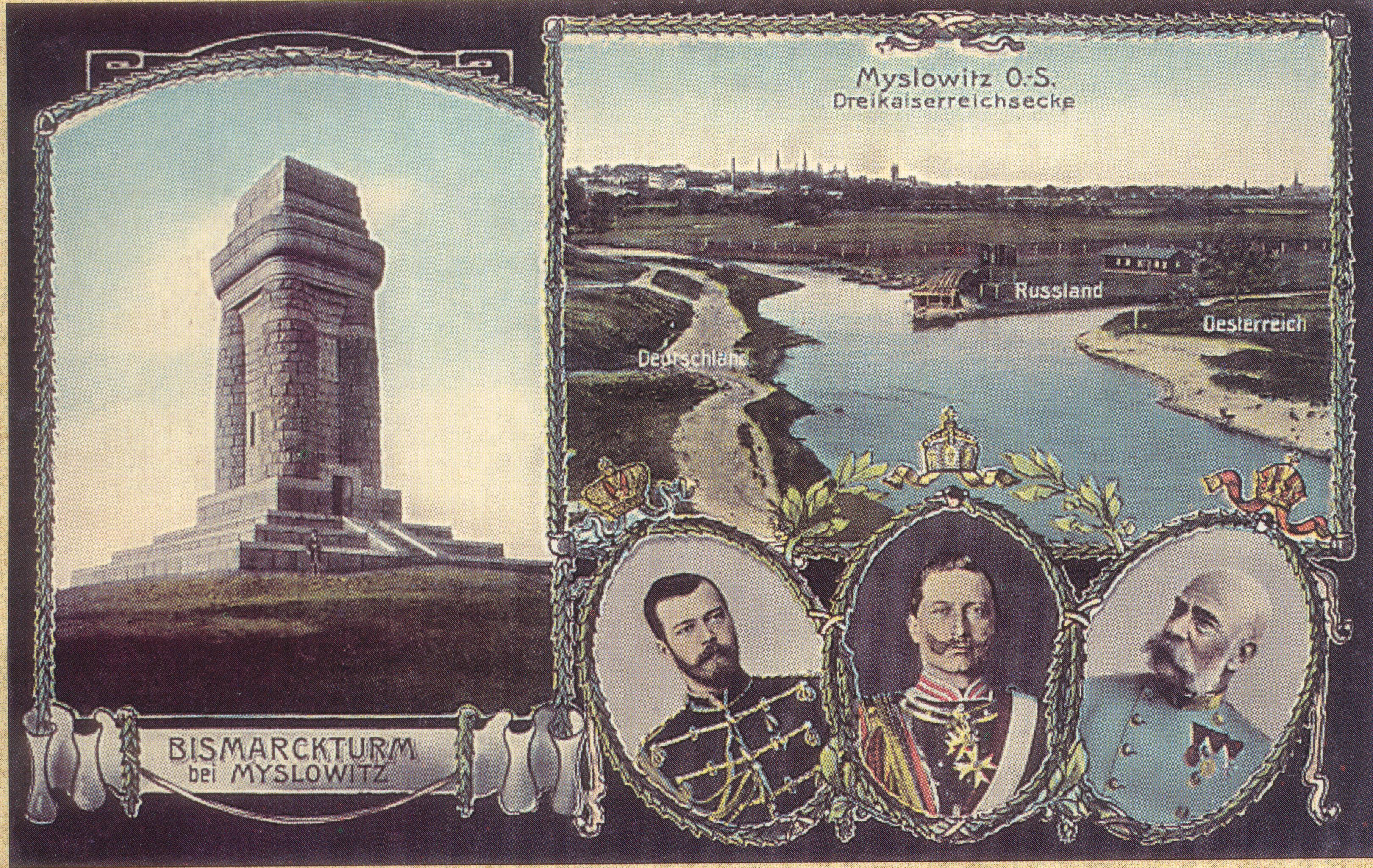
Wieża Bismarcka w Mysłowicach i oraz Trójstyk

Gdy w 1742 roku wraz z Górnym Śląskiem miasto zostało włączone do państwa pruskiego, rzeka Czarna Przemsza stała się granicą między Prusami a Rzecząpospolitą. Po kongresie Wiedeńskim na rogatkach miasta znajdował się trójstyk zwany Trójkątem Trzech Cesarzy.  Od 1847 w mieście funkcjonowała gmina żydowska, a od 1855 także ewangelicka. Bezpośrednią przyczyną wybuchu I powstania śląskiego była masakra polskich robotników w kopalni „Mysłowice” dokonana 16 sierpnia 1919 roku. W trakcie III powstania śląskiego Mysłowice zostały opanowane przez powstańców. Do Polski Mysłowice powróciły na mocy decyzji aliantów w 1922 roku. 

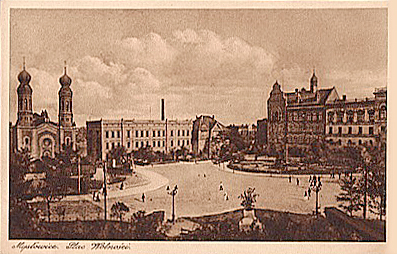
Nieistniejąca obecnie Synagoga w Mysłowicach znajdująca się na placu Wolności w okolicach ratusza, lata 30. XX wieku

Gdy wybuchła II wojna światowa z miasta znikła społeczność żydowska, przesiedlona przez Niemców do gett, zniszczono też synagogę znajdująca się na placu Wolności w okolicach ratusza. 27 stycznia Armia Czerwona zajmuje miasto, wprowadzając swoje porządki, administracja cywilna zostaje przejęta przez Polaków. W okresie 1945–1946 w Mysłowicach funkcjonował stalinowski obóz pracy, w którym straciło życie blisko 2300 Górnoślązaków zatrzymanych pod zarzutem przyjęcia w czasie wojny niemieckiej listy narodowościowej (Deutsche Volksliste). 
Okres powojenny to przede wszystkim rozbudowa i postępująca industrializacja miasta. To również rozwój terytorialny – w 1975 roku przyłączono do Mysłowic Wesołą, Kosztowy i Dziećkowice, a dwa lata później także Imielin i Chełm Śląski.Przyjęty w systemie socjalistycznym model Śląska, w którym głównymi gałęziami gospodarki był przemysł wydobywczy oraz przemysł ciężki, powodował masową imigrację siły roboczej z całej Polski, jednocześnie następowała emigracja miejscowej ludności. Po zmianach w roku 1989 nastąpiło nasilenie dążeń decentralizacyjnych, które doprowadziły do powstania nowych samorządów lokalnych. Ich działalność umożliwiła podjęcie decyzji z dnia 31 grudnia 1994 roku – o utworzeniu Imielina i Chełma Śląskiego samodzielnych jednostek administracyjnych. W 2000 roku bullą papieską nadano miastu Mysłowice patronat św. Jana Chrzciciela, czczonego w odnowionej kapliczce przy ul. Grunwaldzkiej oraz w kościele pw. Ścięcia Jana Chrzciciela.

### Wspólnota ewangelicka

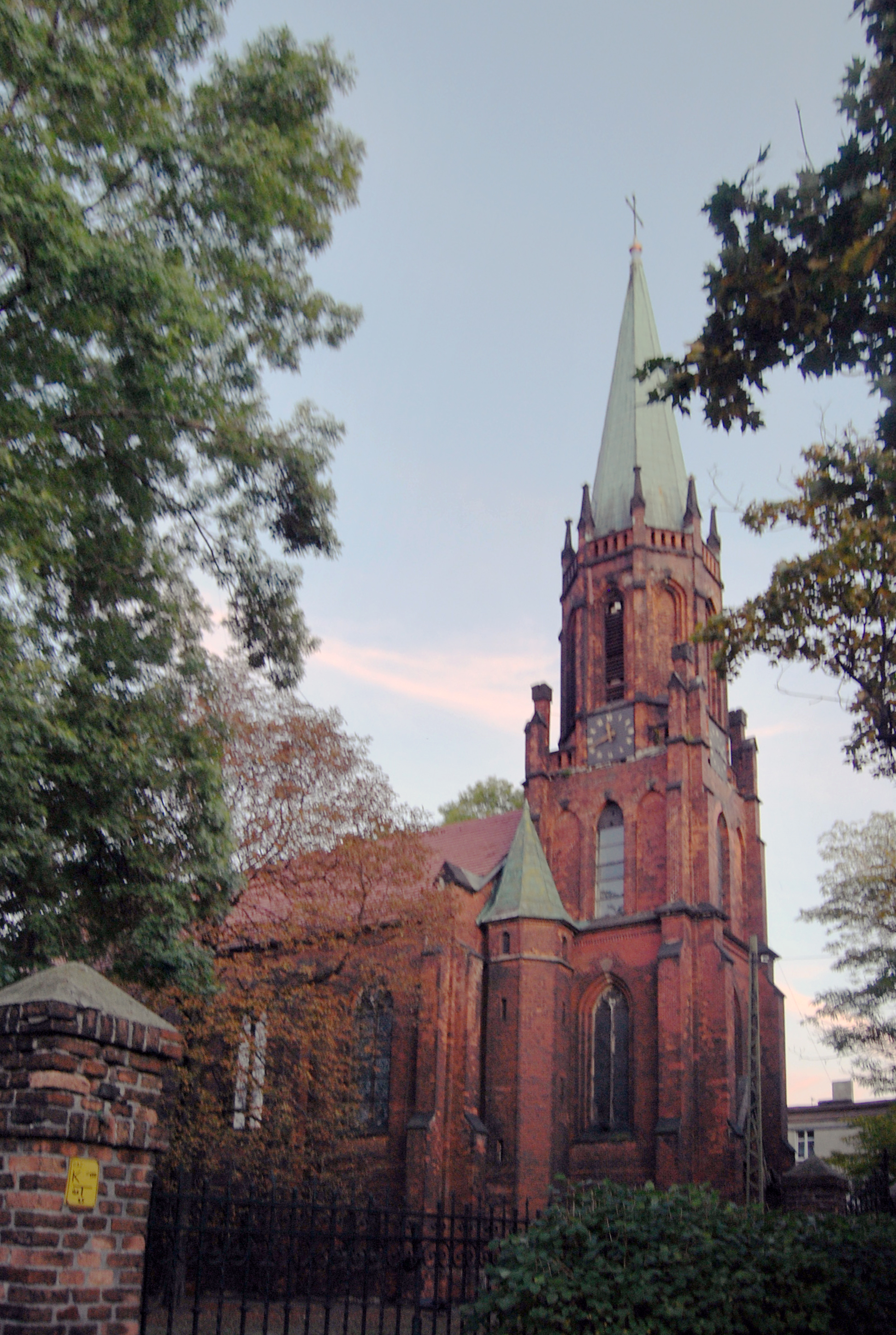
Budynek kościoła ewangelicko-augsburskiego pw. Apostołów Piotra i Pawła

Choć w dokumentach miejskich spotykamy wzmianki o protestantach czasów reformacji, to pierwsze ewangelickie nabożeństwo odprawiono w Mysłowicach dopiero w roku 1855. Wraz ze wzrostem XIX-wiecznego przemysłu i napływem ludności, liczba wyznawców ewangelicyzmu rosła. Od 1872 roku samodzielną pracę duszpasterską prowadził w mieście jeden z najwybitniejszych działaczy narodowych na Śląsku, ks. Jerzy Badura.
29 czerwca 1877 roku odbyła się uroczystość poświęcenia nowo wybudowanego neogotyckiego kościoła, pw. Apostołów Piotra i Pawła. Jeszcze w XIX wieku powiększono protestancki cmentarz przy ulicy Oświęcimskiej oraz zakupiono plebanię.
Przełomowym momentem w historii parafii było zakończenie I wojny światowej. Po przejęciu przez Polskę Górnego Śląska, obejmującego również Mysłowice, wiele rodzin ewangelickich opuściło ten region. Skutkiem tego liczba protestantów zmalała z 1700 do 600 parafian, na ponad 20000 mieszkańców Mysłowic. Mimo to aktywność parafii utrzymywała się – funkcjonowało Towarzystwo Polaków Ewangelików.
Tragiczny w skutkach okres II wojny światowej oraz wydarzeń następujących bezpośrednio po jej zakończeniu nie ominął również protestanckiej wspólnoty. Milczącym świadkiem tamtego czasu są dwie zbiorowe mogiły znajdujące się na cmentarzu przy ulicy Oświęcimskiej. Pochowanych w nich jest ponad 880 osób.

### Obóz hitlerowski i obóz komunistyczny Mysłowicach
Oddział roboczy jeńców radzieckich obozu w Cieszynie – Kommando R 191 Stalag VIII B Teschen. Utworzony został w 1942 roku, zlikwidowany 23 stycznia 1945. Jeńców zakwaterowano na terenie kopalni. Oddział liczył ok. 1000 osób. Pierwszy transport przywieziono ok. 25 września 1942 roku. Jeńcy pracowali w przedsiębiorstwie „Reichswerke Hermann Göring”. Śmiertelność wśród jeńców była wysoka, szczególnie w ostatnich miesiącach 1944 roku. Na miejscowym cmentarzu pochowano w pojedynczych grobach 62 jeńców. W 1944 roku zbiegło z oddziału 41 jeńców. Według stanu na 7 stycznia 1945 roku oddział liczył 748 osób.
Obóz pracy założony w maju 1943 roku, zlikwidowany 26 stycznia 1945. Mieścił się przy kolejce wąskotorowej. W obozie przebywali Polacy, Francuzi, Czesi, Chorwaci, Ukraińcy i Włosi, a przez pewien czas także polscy jeńcy wojenni przywiezieni z terenów dawnych Prus Wschodnich. Początkowy stan obozu – ok. 200 osób, najwyższy ok. 1600 osób; m.in. 1 sierpnia 1944 roku było 709 osób. Więźniowie pracowali w kopalni „Mysłowice” – mężczyźni pod ziemią, kobiety na powierzchni. W styczniu 1945 roku hitlerowcy rozstrzelali w obozie 2 więźniów – Polaka i Francuza. Podczas likwidacji obozu hitlerowcy ewakuowali więźniów w kierunku Katowic.
Więzienie – Gefängnis, od 1941 areszt – Haftanstalt. Mieściło się przy ulicy zwanej wówczas Krakauer Straße 2. Przeznaczone dla mężczyzn i kobiet skazanych na kary aresztu i więzienia różnej wysokości. Podczas akcji aresztowań w rejencji katowickiej 9-10 listopada 1939 roku w więzieniu osadzono dodatkowo 150 osób. W styczniu 1941 roku w więzieniu utworzono specjalny oddział dla mężczyzn skazanych za odmowę pracy. W więzieniu 1 lutego 1941 roku było 200 miejsc dla mężczyzn i 25 dla kobiet; 30 grudnia 1944 – 221 dla mężczyzn i 34 dla kobiet. Skazani pochodzili z okręgów sądów krajowych w Bytomiu-Katowicach i Bielsku-Białej. W areszcie osadzono więźniów śledczych i do dyspozycji policji. Na dzień przed ewakuacją (23 stycznia 1945 roku w areszcie przebywało 210 osób; wśród nich znajdowało się 84 więźniów Wehrmachtu i 6 policji; których tegoż dnia przekazano właściwym placówkom; 97 więźniów, w tym ok. 70 kobiet, wypuszczono na wolność; 24 stycznia 1945 roku kolumna 23 więźniów wyruszyła przez Racibórz i Prudnik do Kłodzka, dokąd przybyła 7 lutego 1945. 9 lutego 1945 roku wysłano ich koleją do Bautzen.
Zastępcze więzienie policyjne – Ersatz-Polizei Gefängnis in Myslowitz. Założone 13 lutego 1941 roku (po zlikwidowaniu więzienia policyjnego w Sosnowcu, skąd 8-13 lutego przetransportowano do Mysłowic 133 mężczyzn i 65 kobiet), zlikwidowane 26 stycznia 1945 roku. Położone było za dworcem kolejowym, w dolinie Przemszy, przy ulicy Powstańców 23 (zwanej wówczas Hermann-Göring-Strasse). Składało się z budynków murowanych i wybudowanych w późniejszym czasie baraków. Podlegało prezydentowi policji w Katowicach. W 1943 roku w osobnym budynku utworzono oddział kobiecy. W pierwszym półroczu 1943 roku hitlerowcy zorganizowali również oddział dla chłopców, natomiast dziewczęta umieszczono w celach kobiet.
W lutym 1945 na terenie dawnego hitlerowskiego Kommando R 191 Stalag VIII B Teschen (filia w Mysłowicach) utworzono komunistyczny obóz pracy. Maksymalna liczba więźniów wynosiła 5057 osób (stan na 1 sierpnia 1945), następnie liczba więźniów zmniejszała się, by osiągnąć 879 pod koniec jego funkcjonowania. W obozie osadzano głównie volksdeutschów, Niemców, a także żołnierzy polskiego podziemia niepodległościowego. Naczelnikami obozu byli kolejno: Tadeusz Skowyra, Konrad Brabański i Eugeniusz Oczkowski. W trakcie funkcjonowania obozu z powodu fatalnych warunków sanitarnych, epidemii i wyniszczenia pracą zmarło co najmniej 2281 więźniów. Obóz został zlikwidowany we wrześniu 1946, pozostałych w momencie likwidacji obozu więźniów osadzono w Centralnym Obozie Pracy w Jaworznie.

## Liczba ludności
| rok  | liczba | rok  | liczba |  |
| 1850 | 2 836  | 1900 | 13 365 |  |
| 1855 | 3 500  | 1905 | 15 845 |  |
| 1860 | 4 380  | 1910 | 17 838 |  |
| 1865 | 5 659  | 1914 | 18 791 |  |
| 1870 | 6 300  | 1921 | 18 207 |  |
| 1875 | 6 865  | 1998 | 79 458 |  |
| 1880 | 7 382  | 1999 | 79 255 |  |
| 1885 | 8 085  | 2000 | 78 973 |  |
| 1890 | 9 101  | 2001 | 78 754 |  |
| 1895 | 10 386 | 2002 | 75 642 |  |

Dane dotyczące rozwoju demograficznego w tabelce w latach 1850-1921 pochodzą z pracy zbiorowej pod redakcją Wacława Długoborskiego – „Mysłowice – Zarys rozwoju miasta”.
Dane dotyczące rozwoju demograficznego w tabelce w latach 1998-2002 pochodzą ze strony internetowej UM Mysłowice.